# Manuel Pereira (bispo)
Frei Manuel Pereira (Lisboa, 22 de janeiro de 1625 — 6 de Janeiro de 1688) foi bispo do Rio de Janeiro.
Tendo entrado na Ordem dos Pregadores, foi eleito seu provincial em 1667. Nomeado bispo, foi confirmado por bula de 22 de Novembro de 1676, do Papa Inocêncio XI e foi sagrado em Roma. Renunciou antes de tomar posse, em 1680, por ter sido nomeado Secretário de Estado (equivalente ao lugar de primeiro-ministro), de D. Pedro II. Foi membro da mesa da Junta dos Três Estados e do Conselho Geral do Santo Ofício.[carece de fontes?]

## Obras publicadas
- Resummo da vida e milagre de São Gonçalo de Amarante